# Morti nel 1395
| Questa pagina contiene informazioni ricavate automaticamente dalle voci biografiche con l'ausilio del template Bio e di un bot. L'aggiornamento è periodico e automatico e ricostruisce completamente la pagina. Se manca una persona in questa lista, sei pregato di non aggiungerla, ma accertati piuttosto che la sua voce biografica contenga il template Bio e che i dati anagrafici siano correttamente compilati. Se il template Bio manca, inseriscilo tu stesso o, in alternativa, metti l'avviso {{tmp\|Bio}} che ne segnala la mancanza. Se i dati riportati sono sbagliati, correggi direttamente la voce biografica; le modifiche saranno visibili in questa lista entro pochi giorni. Per chiarimenti vedi il progetto biografie. La lista contiene solo le 27 persone che sono citate nell'enciclopedia e per le quali è stato implementato correttamente il template Bio. Pagina aggiornata al 18 ago 2025. |

- 11 febbraio - Poncello Orsini, cardinale e vescovo cattolico italiano
- 13 marzo - John Barbour, poeta scozzese (n. 1320)
- 14 aprile - Alberto di Brunswick-Wolfenbüttel, nobile tedesco
- 26 aprile - Caterina di Boemia, nobile (n. 1342)
- 2 maggio - Gulkhan-Eudocia di Georgia, imperatrice bizantina
- 17 maggio - Costantino Dragaš, nobile bizantino (n. 1317)
- 17 maggio - Maria d'Ungheria, regina (n. 1371)
- 17 maggio - Marko Mrnjavčević, sovrano serbo
- 18 maggio - Riccardo Caracciolo, nobile italiano
- 3 giugno - Ivan Šišman di Bulgaria, bulgaro
- 4 luglio - Anna di Meißen, nobildonna tedesca
- 29 agosto - Alberto III d'Asburgo, nobile (n. 1349)
- 8 settembre - Dabiša di Bosnia, sovrano bosniaco (n. 1339)
- 25 dicembre - Isabella di Neuchâtel, nobile svizzera (n. 1335)
- Bagrat V di Georgia, re
- Azzo da Castello, nobile e condottiero italiano
- Maria Fadrique, nobildonna spagnola (n. 1370)
- Francescuccio Ghissi, pittore italiano (n. 1359)
- Dragana Lazarević, principessa serba (n. 1371)
- Vieri de' Medici, banchiere italiano (n. 1323)
- Peter Suchenwirt, poeta austriaco
- Ramesuan, sovrano siamese (n. 1339)
- Jacob Senleches, compositore francese
- Ugolino Sessi, vescovo cattolico e giurista italiano
- Guillaume Tirel, cuoco francese (n. 1310)
- Ingeborg di Meclemburgo-Schwerin, principessa tedesca (n. 1340)
- Ugo II di Pierrepont, militare francese